# Цапово
Ца́пово — деревня в Старорусском районе Новгородской области, входит в состав Новосельского сельского поселения.
Расположена в 3,4 км от автодороги Старая Русса — Холм, на левом берегу реки Порусья. Ближайшие населённые пункты — деревни Зуи (примыкает с севера), Ищино (2,8 км к северу), Борок (2,5 км к востоку). Площадь территории деревни 18,2 га.

## Население
| 2010 | 2011 |
| ---- | ---- |
| 2    | ↗6   |

## История
В Новгородской земле эта местность относилась к Шелонской пятине. Известно также, что в средние века рядом с Цапово был центр Офремовского погоста. До апреля 2010 года деревня входила в состав ныне упразднённого Пробужденского сельского поселения.